# Vieilley
Vieilley település Franciaországban, Doubs megyében. Lakosainak száma 667 fő (2022. január 1.). Vieilley Cromary, Besançon, Braillans, Mérey-Vieilley, Palise, Venise és Marchaux-Chaudefontaine községekkel határos.

## Népesség
A település népessége az elmúlt években az alábbi módon változott:
| Lakosok száma | 246  | 432  | 525  | 707  | 698  | 701  | 699  | 692  | 684  | 667  |
|               | 1968 | 1982 | 1990 | 2006 | 2013 | 2015 | 2017 | 2019 | 2020 | 2022 |